# Đền Hai Bà Trưng (Hạ Lôi)
Đền Hai Bà Trưng còn gọi là đền Hạ Lôi ở thôn Hạ Lôi xã Mê Linh, huyện Mê Linh, thành phố Hà Nội. Đền thờ hai vị liệt nữ - anh hùng dân tộc là Trưng Trắc và Trưng Nhị.
Để tưởng nhớ công đức của Hai Bà, nhân dân đã lập đền thờ tại thôn Hạ Lôi, xã Mê Linh, huyện Mê Linh, hàng năm tổ chức lễ hội tưởng nhớ công đức của Hai Bà và các tướng lĩnh từ ngày mùng 4 đến mùng 10 tháng Giêng.
Đền thờ Hai Bà Trưng được công nhận di tích lịch sử - văn hóa cấp quốc gia năm 1980.

## Kiến trúc
Nằm trên một khu đất cao, rộng, nhìn ra đê sông Hồng, với diện tích 129.824.0m2, đền gồm các hạng mục: Cổng đền, nhà khách, nghi môn ngoại, nghi môn nội, gác trống, gác chuông, nhà tả - hữu mạc, đền thờ Hai Bà Trưng, đền thờ thân phụ - thân mẫu Hai Bà, đền thờ thân phụ, thân mẫu ông Thi Sách, đền thờ các nữ tướng triều Hai Bà Trưng, đền thờ các nam tướng triều Hai Bà Trưng, nhà bia lưu niệm Hộp thư bí mật của đồng chí Trường Chinh, hồ bán nguyệt, hồ mắt voi, suối vòi voi, hồ tắm voi, thành cổ Mê Linh...
Đền được xây dựng theo hình chữ “tam”, gồm: Tiền tế, Trung tế, Hậu cung, xung quanh là tường gạch; hai bên là Tả mạc và Hữu mạc.

## Lễ hội
Lễ hội Đền HBT mở hội chính từ mùng Sáu đến mùng Mười tháng Giêng, được tổ chức theo nghi thức nhà nước và truyền thống địa phương. Ngoài ra, còn có những ngày lễ truyền thống như: Ngày Mồng tám tháng Ba Âm lịch là ngày hóa của Hai Bà Trưng (ngày mồng 8 tháng 3 năm Quý Mão, năm 43 Sau Công nguyên). Ngày Mồng một tháng Tám Âm lịch, là ngày sinh của Hai Bà Trưng, (ngày mồng 1 tháng 8 năm Giáp Tuất, năm 14 Sau Công nguyên). Ngày Mồng mười tháng Mười một Âm lịch là ngày giỗ ông Thi Sách (chồng Bà Trưng Trắc)…